# Saint Asonia
Saint Asonia (stilizzato in SΔINT ΔSONIΔ) è un supergruppo statunitense, formato nel 2015 da Adam Gontier, dal chitarrista Mike Mushok, dal bassista e corista Cale Gontier e dal batterista Cody Watkins. Nel 2017, il batterista originale della band, Rich Beddoe, lasciò il gruppo e fu sostituito da Sal Giancarelli. Un anno dopo, fu il bassista Corey Lowery a lasciare la band per unirsi ai Seether, e il suo posto fu preso da Cale Gontier, cugino del frontman. La band si è formata nel 2015 a Toronto, in Canada, dopo l'abbandono dei Three Days Grace da parte di Gontier nel 2013.

## Storia del gruppo
All'inizio di maggio 2015, venne pubblicato un teaser trailer in cui si annunciava che i membri dei Saint Asonia potevano vantare "25 Top Ten Rock Singles", 17 dei quali erano arrivati alla prima posizione nelle classifiche. La formazione venne svelata in concomitanza con la pubblicazione del primo singolo, Better Place, avvenuta il 16 maggio 2015, confermando le speculazioni fatte dopo la pubblicazione del teaser: Adam Gontier (Three Days Grace) alla voce, Mike Mushok (Staind) alla chitarra, Corey Lowery (Eye Empire) al basso e Rich Beddoe (Finger Eleven) alla batteria.
L'album di debutto del gruppo, prodotto da Johnny K, è stato messo in commercio il 31 luglio 2015. Il 29 giugno 2015 il gruppo ha pubblicato il secondo singolo, intitolato Blow Me Wide Open.
Il 6 giugno 2017 Rich Beddoe annuncia tramite i suoi profili social di aver lasciato la band.
Il 26 luglio 2019 il gruppo pubblica il singolo The Hunted, realizzato in collaborazione con Sully Erna, in anticipazione al secondo album in studio Flawed Design.

## Formazione
- Adam Gontier - voce, chitarra ritmica (2015-presente)
- Mike Mushok - chitarra solista (2015-presente)
- Cale Gontier - basso, cori (2018-presente)
- Cody Watkins – batteria, percussioni (2020-presente)

### Ex componenti
- Rich Beddoe – batteria (2015–2017)

## Discografia

### Album in studio
- 2015 – Saint Asonia
- 2019 – Flawed Design

### Singoli
- 2015 – Better Place[10]
- 2015 – Blow Me Wide Open[11]
- 2015 – Let Me Live My Life[12]
- 2016 – I Don't Care Anymore[13]
- 2019 – The Hunted